# Andrena byrsicola
Andrena byrsicola är en biart som beskrevs av Otto Schmiedeknecht 1900. Andrena byrsicola ingår i släktet sandbin, och familjen grävbin. Inga underarter finns listade i Catalogue of Life.